# Calle de Orense
La calle de Orense es una vía urbana de la ciudad española de Madrid.

## Descripción e historia
La vía, que discurre con un sentido sur-norte enteramente por el distrito de Tetuán por los barrios de Cuatro Caminos y Castillejos paralela al paseo de la Castellana, comienza en la calle de Raimundo Fernández Villaverde y finaliza en su cruce con la calle de Rosario Pino a la altura de la plaza de Ángel Carbajo.
En el mapa de 1900 de Facundo Cañada, la vía —que comenzaría en el entonces conocido como Paseo de Ronda y finalizaría en el límite de Madrid con el desaparecido municipio de Chamartín de la Rosa— aparece con un recorrido irregular, transcurriendo alternativamente por el campo, entre huertas y entre edificaciones aisladas, cruzando la zona conocida como «barrio de Patolas». A partir de la década de 1950, adquiriría un nuevo trazado, más regular; se edificaría a partir de finales de la década de 1960 el complejo AZCA, supermanzana situada entre la calle Orense y el paseo de la Castellana.
La calle, que concentra un eje comercial con comercio especializado y locales de ropa y restauración, constituyó una zona de bares y tiendas para pijos de clase alta durante la Movida madrileña. Más recientemente, la zona de ocio nocturno de los bajos de AZCA ha conocido un estado de degradación, convirtiéndose en un núcleo de actividad de bandas latinas, especialmente durante los fines de semana.